# Polyommatus phyllis
Polyommatus phyllis is een vlinder uit de familie van de Lycaenidae. De wetenschappelijke naam van de soort is voor het eerst gepubliceerd in 1877 door Hugo Theodor Christoph. 

## Verspreiding
De soort komt voor in de Zuidelijke Kaukasus en in het noorden van Iran.

## Waardplanten
De rups leeft op Onobrychis cornuta.